# 龙船站
龙船站位于中华人民共和国黑龙江省绥化市庆安县久胜镇，建于1937年，现为四等站。客运办理旅客乘降、行李及包裹托运；货运办理整车及零担货物发到。
车站于2025年5月28日关闭。